# Dicranomyia alpina
Dicranomyia alpina är en tvåvingeart som beskrevs av Bangerter 1948. Dicranomyia alpina ingår i släktet Dicranomyia och familjen småharkrankar. Inga underarter finns listade i Catalogue of Life.